# Edward Kirby
Edward Buckler Kirby (30. oktober 1901 i Washington DC – 5. juli 1968 i West Orange) var en amerikansk sportsudøver som deltog i de olympiske lege 1924 i Paris.
Kirby vandt en bronzemedalje i atletik under OL 1924 i Paris. Han var med på det amerikanske hold som kom på en tredje plads i holddisciplinen 3000-meter-løb bagefter Finland og Storbritannien. De andre på holdet var William Cox og Willard Tibbetts.